# Вог'єра
Вог'єра, Воґ'єра (італ. Voghiera) — муніципалітет в Італії, у регіоні Емілія-Романья,  провінція Феррара.
Вог'єра розташований на відстані близько 330 км на північ від Рима, 45 км на північний схід від Болоньї, 13 км на південний схід від Феррари.
Населення — 3781 особа (2014).
Щорічний фестиваль відбувається 13 червня. Покровитель — святий Антоній.

## Демографія
Населення за роками:

Станом на 1 січня 2023 року в муніципалітеті офіційно проживало 258 іноземців з 27 країн, серед них 127 громадян країн Євросоюзу та 44 громадяни України.

## Сусідні муніципалітети
- Арджента
- Феррара
- Мазі-Торелло
- Портомаджоре